# Le Chemin de vaillance
Le Chemin de Vaillance, ou le Songe doré est un poème allégorique de plus de 40 000 vers terminé à Bourg-Achard par Jean de Courcy en 1426.
Il s’agit d’un traité religieux, moral, historique et instructif sur l’art de la guerre, les combats de terre et de mer et, en général, sur la tactique militaire du XIVe et du XVe siècle, composé pour former la jeune noblesse de son temps. L’ouvrage est intéressant par les détails sur les mœurs et les usages de cette époque.
Ce poème didactique entièrement allégorique renferme des portraits frappants et le style en est naïf et gracieux. Le poète débute en racontant comment s’étant endormi dans sa jeunesse, il eut une vision merveilleuse qui va faire le sujet de son poème.
Après un bel éloge de la déesse Vaillance, le jeune homme demande à la dame qui elle est. Après avoir entendu la Nature développant elle-même l’étendue de sa puissance et ses effets, le jeune homme lui dit qu’il est disposé à suivre ses conseils, mais qu’il est sans expérience, qu’il ignore le chemin de Vaillance et qu’il craint de s’égarer. La Nature approuvant son observation, s’empresse de lui faire connaître les cinq sens donnés à l’homme et leurs avantages ; elle lui parle surtout du sens commun qui doit le conduire et diriger les autres sens. Le jeune homme lui répond qu’avec tous ces guides, on s’égare encore très souvent. Alors la Nature lui parle de l’âme, de la différence qu’elle a mise entre celle de l’homme et celle des animaux et l’assure que l’excellence de la sienne peut le conduire au bien et à la vaillance. Avec tout le désir de suivre ces conseils, le jeune homme insiste et demande qu’on lui fasse connaître, par des exemples, les avantages du service qu’on veut qu’il aille faire auprès de la déesse Vaillance. Celle-ci lui montre alors la gloire qui l’attend, dans celle dont furent jadis environnés Josué, David, Judas Maccabée, Hector, Alexandre, César, Arthur, Charlemagne, Bertrand de Bretagne, Louis de Sancerre, etc.
Après ces utiles leçons, la Nature se dérobe aux yeux du jeune homme qui, désolé, court après. Voyant l’embarras du jeune homme, un individu vient à lui, le prend par la main et en le faisant asseoir, il lui demande ce qu’il cherche dans ce bocage : la Nature qui vient de me quitter, répond-il, je désire qu’elle m’apprenne comment je pourrais aller chez la déesse Vaillance et mériter ses faveurs. L’individu lui recommande de « pourchasser la hautesse » à l’adresse que lui a donnée la déesse. Mais le jeune homme veut avant tout savoir le nom de celui auquel il parle, pourquoi le dard dont il est armé, pourquoi sa couleur de feu. L’individu s’identifie alors comme Désir, valet de Nature, avant de continuer à lui faire connaître toute l’étendue de son pouvoir ; c’est lui qui a conduit Thésée et Hercule aux enfers, Jason dans l’île de Colchos, etc. Alors enhardi par ces détails, le jeune homme le prie de le conduire chez la déesse Vaillance. Désir y consent, mais pour cela, il doit avant tout le présenter aux déesses Prouesse et Hardiesse, filles du Dieu Mars, et deux amies de Vaillance, qui lui montreront le chemin. Après l’admission des deux voyageurs, le jeune homme trouve les deux déesses habillées par Honneur.
Désir, en leur présentant le jeune homme, dit qu’il l’a trouvé errant et demande pour lui les renseignements dont il a besoin pour parvenir chez la déesse Vaillance. Commence alors une longue instruction. Prouesse et Hardiesse veulent qu’il sache lire et écrire, qu’il entende le latin de manière à étudier les bons auteurs : exemple d’Alexandre instruit par Aristote ; en lui prescrivant ensuite ses devoirs religieux, elles lui montrent Josué triomphant par sa piété. Quant à ses semblables, elles lui donnent des préceptes, de courtoisie. Suivent ensuite d’autres préceptes : fuir l’oisiveté, soigner sa réputation, chercher la bonne compagnie, être généreux avec plaisir, mais sans prodigalité. Conformément à l’usage du temps, on lui recommande de ne pas oublier les jongleurs.
On lui enseigne ensuite comment se comporter dans les joutes et les tournois, quelle conduite tenir quand on va à la cour du roi ou à celle des princes. Enfin, après lui avoir recommandé le soin de ses habillements et de son armure, on lui parle de la guerre, du guet, de l’assaut des places fortes et des forteresses, des combats sur les frontières et sur la mer, des voyages et de leur utilité etc. Chacun de ces conseils est toujours appuyé sur des exemples tirés de l’histoire ancienne ou moderne.
Le jeune homme a tout écouté et comme il a promis de profiter des leçons qu’il a reçues, Prouesse et Hardiesse lui annoncent que le dieu Mars, leur père, leur a légué toute son armure ; mais comme c’est la déesse Raison qui les garde, elles lui offrent de le conduire à sa tour, toutes deux ensemble parce qu’elles ne doivent jamais aller l’une sans l’autre.
La Déesse les reçoit avec grâce, donne de nouveaux conseils au jeune homme, et l’arme de toutes pièces, en lui ordonnant de se défendre contre tous ceux qui voudraient l’arrêter dans l’exécution du voyage qu’il a entrepris. Au jeune homme qui lui demande où la trouver s’il avait besoin d’elle, Raison lui répond qu’elle saura où le trouver car elle sait quand on a besoin d’elle. On se met en route. Le jeune homme marche entre Prouesse et Hardiesse. Point de plus beau voyage, s’écrie Désir, allons chez Vaillance, la Maîtresse des chevaliers. Pendant son voyage, Jeunesse ne manque pas de lui parler de son amour pour les plaisirs, de son dégoût pour tout autre application. Aussi, continue Jeunesse, tout le monde me recherche. Les vieillards voudraient m’acheter, mais la Nature ne veut pas.
Pendant ces entretiens, les voyageurs arrivent aux bords d’une vallée profonde entourée de rochers escarpés et qu’on ne peut franchir que par un pont très étroit, placé sur un abîme et qu’on appelle le pont de fragilité. Il est gardé par la Chair, autrement la Volupté, et il faut payer le tribut pour le passer. Prouesse et Hardiesse ne sont pas effrayées du voyage, elles se couchent sur le gazon et s’endorment. Pendant leur sommeil, Jeunesse, qui ne doute de rien, prétend trouver un autre passage, et emmène avec elle le jeune homme pour le chercher. Mais la Volupté, placée en embuscade, les surprend et les fait prisonniers. Qui t’a donné cette lance, cette épée, dit-elle au jeune homme. C’est la Raison, répond-il, pour repousser les ennemis qui voudraient m’arrêter dans mon voyage. La Volupté réplique : « Comment te laisses-tu tromper par la Raison ? Ses conseils ne sont que frivoles. Crois-moi, continue la Chair, laisse là son babillage, ainsi que les conseils de Prouesse et de Hardiesse ; tu iras te faire battre ou te faire tuer ; laisse la guerre en paix, je te rendrai plus heureux. » Elle lui cite l’exemple de Pâris. Ces conseils pénètrent l’âme du jeune homme, le travail l’effraie. Sa conservation le préoccupe et, bientôt secondée par la Jeunesse, la Chair triomphe. Elle lui fait jeter sa lance et son épée sur la roche d’oubliance où Nonchalance les garde jusqu’à ce que Mémoire les demande.
Pendant qu’il séjourne avec la Chair, celle-ci enseigne au jeune homme quel état il doit prendre, quelle vie il doit mener, lui donne des détails très amples sur son habillement, sa table, son ameublement, son coucher, etc., c’est-à-dire peinture de la vie des Sybarites du XIVe et du XVe siècle ; mais pour en faire jouir son élève, la Chair lui fait franchir la vallée et l’envoie à la montagne de vaine gloire, habitée par son frère qu’on appelle le Monde où il trouvera gloire, richesses, honneurs et plaisirs. Le jeune homme part, toujours accompagné de Jeunesse. Devant les sites qui environnent la montagne, de riches plaines, des vallées fertiles, de riantes prairies, de vastes cités, des temples antiques, des forteresses bien assises, des châteaux magnifiques, de superbes palais, les deux voyageurs se croient dans le paradis terrestre. Enfin, ils arrivent au haut de la montagne, habité par le Monde, que Jean de Courcy peint comme « vêtu de présomption d’un habit de déception, d’un manteau de corruption et d’un chapeau de d’incognition ».
Mais ce qui surprend davantage les voyageurs, c’est la foule qui se presse pour approcher du Monde et le suivre. À la vue de cette foule, le jeune homme ne tarde pas à s’y joindre, d’après l’avis de sa compagne, il fait sa cour au Monde. Dès qu’il annonce qu’il vient du pont de fragilité et qu’il est envoyé par la Volupté, il est bien accueilli. Lors de longs entretiens entre lui et le Monde, ce dernier lui vante en détail son pouvoir, ses richesses et ses plaisirs. Il fait également connaître ses ennemis, l’avarice, les moines, les dévots, et enfin la convoitise, sa servante, il a beau donner, elle n’est jamais contente. L’âge d’or, temps où ses sujets étaient heureux, fait le continuel objet de ses regrets ; il ne sait ce qu’est devenue la Justice ; il voudrait la retrouver parce que ceux qui la représentent ne sont que des malheureux. Après ces entretiens, le Monde conduit le jeune homme dans son palais et lui montre une salle ornée de sept grands tableaux qui représentent les sept âges de l’homme, qu’il nomme enfance, puéritie, adolescence, jeunesse, âge mûr, vieillesse et décrépitude.
Le Monde conduit ensuite le jeune homme dans les autres appartements du palais et, de là dans son temple. Il lui en fait admirer l’enceinte ornée de toutes les statues des Dieux du paganisme. Il l’arrête à un autel où était celle de la Fortune. Voyant sur l’autel le livre de la Fortune, il l’ouvre et, en le parcourant, il trouve tout ce que les Anciens ont écrit sur cette divinité, et les diverses figures qu’on lui donna chez les différents peuples ; il y voit l’histoire de la déesse, c’est-à-dire le détail du bouleversement des empires, des villes, des familles, etc. Après avoir lu quelque temps, il ferme le livre, et considérant de nouveau la déesse, il voit à ses côtés la richesse et la pauvreté. Après avoir tracé le portrait da la Pauvreté, le jeune homme s’entretient avec le Monde qui lui raconte succinctement sa propre histoire, c’est-à-dire ses sept âges, dont il fixe les époques depuis Adam jusqu’à J.-C. et qui composent un espace de 4 585 ans, calcul chronologique qui paraît n’appartenir qu’à Jean de Courcy et dont il conduit le septième âge depuis J.-C. jusqu’à l’époque où fut rédigé le manuscrit.
Après cet entretien, le jeune homme est conduit dans la chambre occupée particulièrement par le Monde, mais ce qui le frappe davantage sont quatre pièces de tapisserie placées autour du lit et qui représentent les quatre états de la vie de l’homme, savoir la joie, la tristesse, le travail et le repos. Après avoir fait connaître au jeune homme ses richesses, et lui en avoir promis la jouissance, le Monde lui nomme tous ceux qu’il a rendus heureux et l’engage à partager leur Sort. Des offres aussi flatteuses ébranlent le jeune homme, et Jeunesse qui ne le quitte pas, le détermine bientôt à les accepter. Au milieu des plaisirs du Monde, le jeune homme pense très rarement au Chemin de Vaillance : Désir en avertit Nature qui vient lui reprocher sa conduite et l’engager à continuer sa route. Son entendement divin lui permettant de savoir que toutes ses fautes étaient la suite des conseils de Jeunesse, elle ordonne à la Prudence de chasser cette dernière et de conduire le jeune homme chez la Sagesse qui lui donnera tous les moyens de continuer son voyage.
Il avait en effet grand besoin de ses conseils, ayant encore à subir une troisième épreuve aussi effrayante que les deux premières étaient séduisantes, Il fallait traverser la forêt de tentation gardée par le démon et ses sept capitaines qui sont les sept péchés capitaux. La Sagesse lui donne, pour livrer le combat à chacun d’eux, sept dames pour le conduire et le défendre : ce sont les sept vertus opposées à chacun de ces vices. La Raison, qui s’était remise de la partie, envoie chercher au port de fragilité les armes qu’elle avait données au jeune homme et qu’il avait jetées sur la Roche de l’oubli. La Prudence, chargée de cette mission, obéit mais, comme elle n’allait jamais dans ces parages, elle ne revint pas promptement, il lui fallut du temps et beaucoup de circonspection pour retrouver les armes. Dès que la Raison les a rendues au jeune homme, Prouesse et Hardiesse viennent bientôt se réunir à lui pour le départ, et on le place entre la prudence et le Désir : il va toujours sagement, quand il reste auprès de la première, mais s’il s’en écarte, le Désir l’égare et il faut parfois le ramener au droit chemin. Le cortège des Vertus ferme la marche ; chacune d’elles a sa bannière distinctive. Enfin, on arrive à l’entrée de la forêt de Tentation.
Le style de Jean de Courcy est facile, sa narration toujours coulante, son imagination riche, ses portraits frappants. Vivant à une époque où le goût de la poésie allégorique était dominant, il a suivi le goût de son siècle. Au reste, il finit en demandant indulgence pour son ouvrage.

## Sources
- Gervais de La Rue, Essais historiques sur les bardes, t. III, Caen, Mancel, 1854, p. 284-316.